# Vojenský hřbitov (Olomouc-Černovír)
Vojenský hřbitov se nachází v Olomouci, místní části Černovír. Byli zde pohřbíváni vojáci, kteří zemřeli ve vojenské nemocnici v Klášterním Hradisku, později i oběti bojů během válek. Je chráněn jako kulturní památka České republiky.
Hřbitov byl založen v roce 1869 z bývalého civilního pohřebiště. Hřbitov je unikátní v tom, že zde jsou na jednom místě pohřbeni vojáci několika různých vyznání, muslimové, židé, pravoslavní, a největší část patří katolickým a protestantským křesťanům. Tyto části hřbitova jsou od sebe odděleny stromy na samostatná pole. Na hřbitově byly postaveny dvě kaple, jedna s kopulí pro křesťany, druhá ve tvaru malé mešity pro padlé muslimského vyznání. Vysvěcení kaple se 16. prosince 1917 zúčastnil osobně i poslední císař Karel I. Během první světové války byli vojáci pochovávaní po dvou do jednoho hrobu, bez ohledu na národnost, hodnost a státní příslušnost. V této době zde bylo pochováno více než  3 tisíce vojáků. Poslední pohřbení zde byli němečtí vojáci padlí za druhé světové války mezi roky 1939–1945, po tomto roce se zde pohřbívalo už jen sporadicky a hřbitov zpustl. V 80. letech 20. století byla MěNV v Olomouci zahájena obnova bez vhodné projektové dokumentace. Z důvodů předpokládané snadnější údržby travnatých ploch byla většina křížů v křesťanských a pravoslavných oddílech vyjmuta a hroby zarovnány. Dodavatelem prací byl zahradnický podnik LOTOS. Plánovaná obnova ale nebyla v 80. létech dokončena a v následujících 90. létech byly kříže z podstavců postupně rozkradeny.

## Fotogalerie

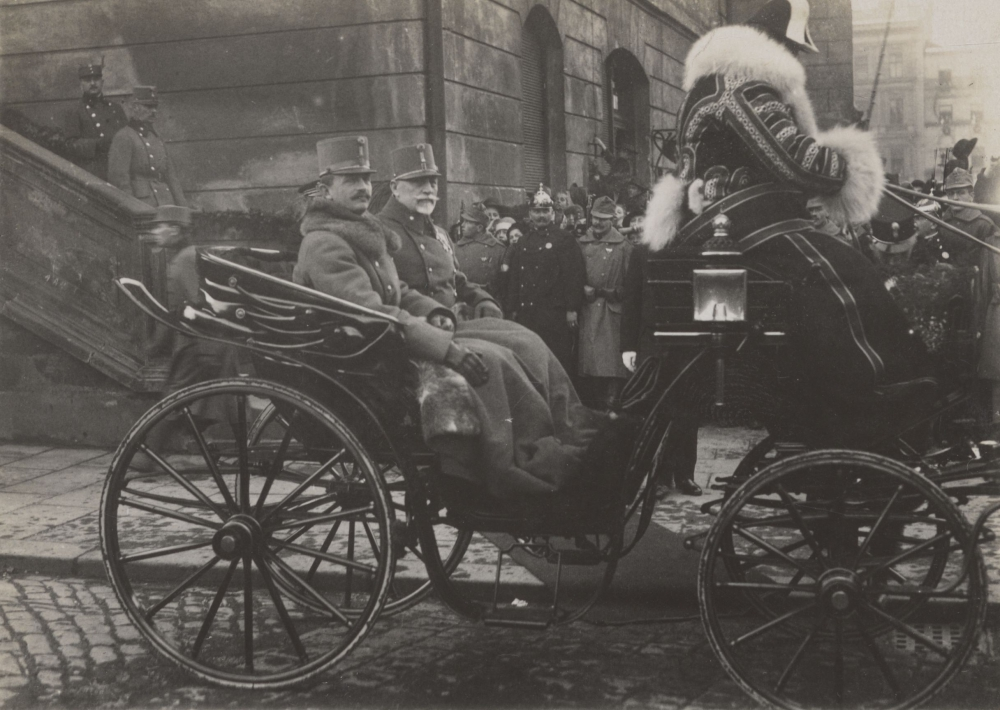
Císař Karel I. při návštěvě Olomouce roku 1917, navštívil i hřbitov v Černovíře
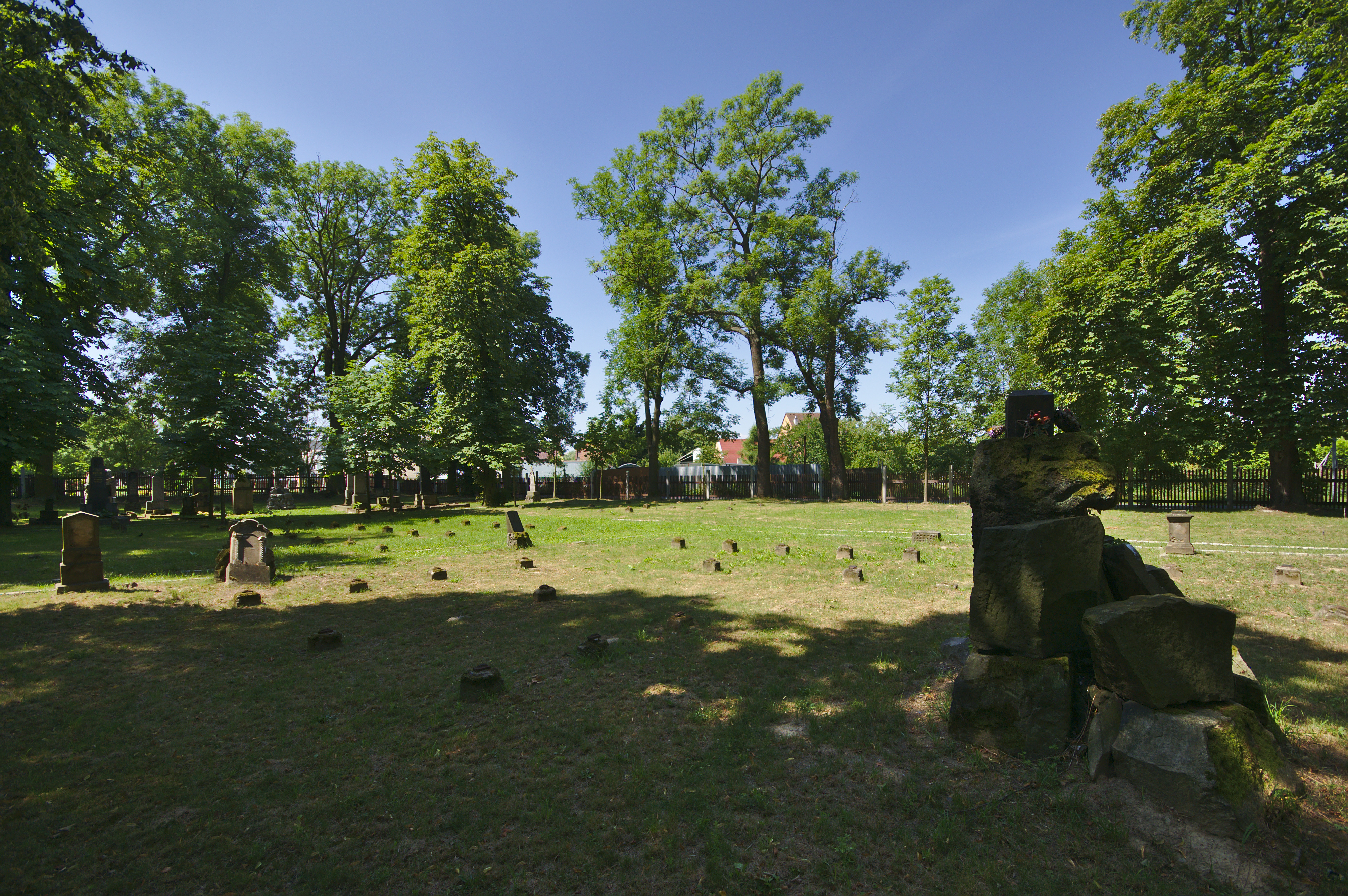
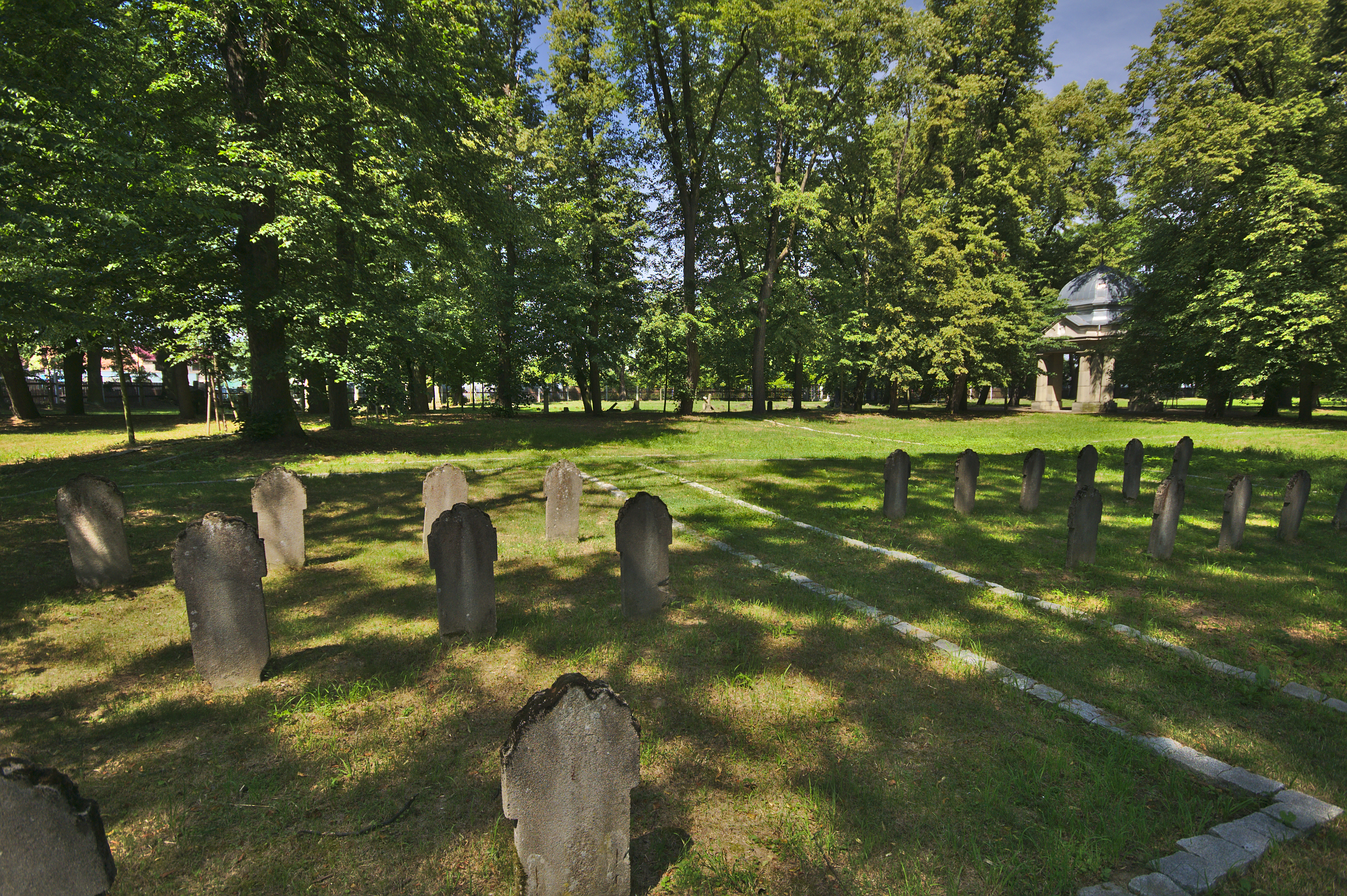
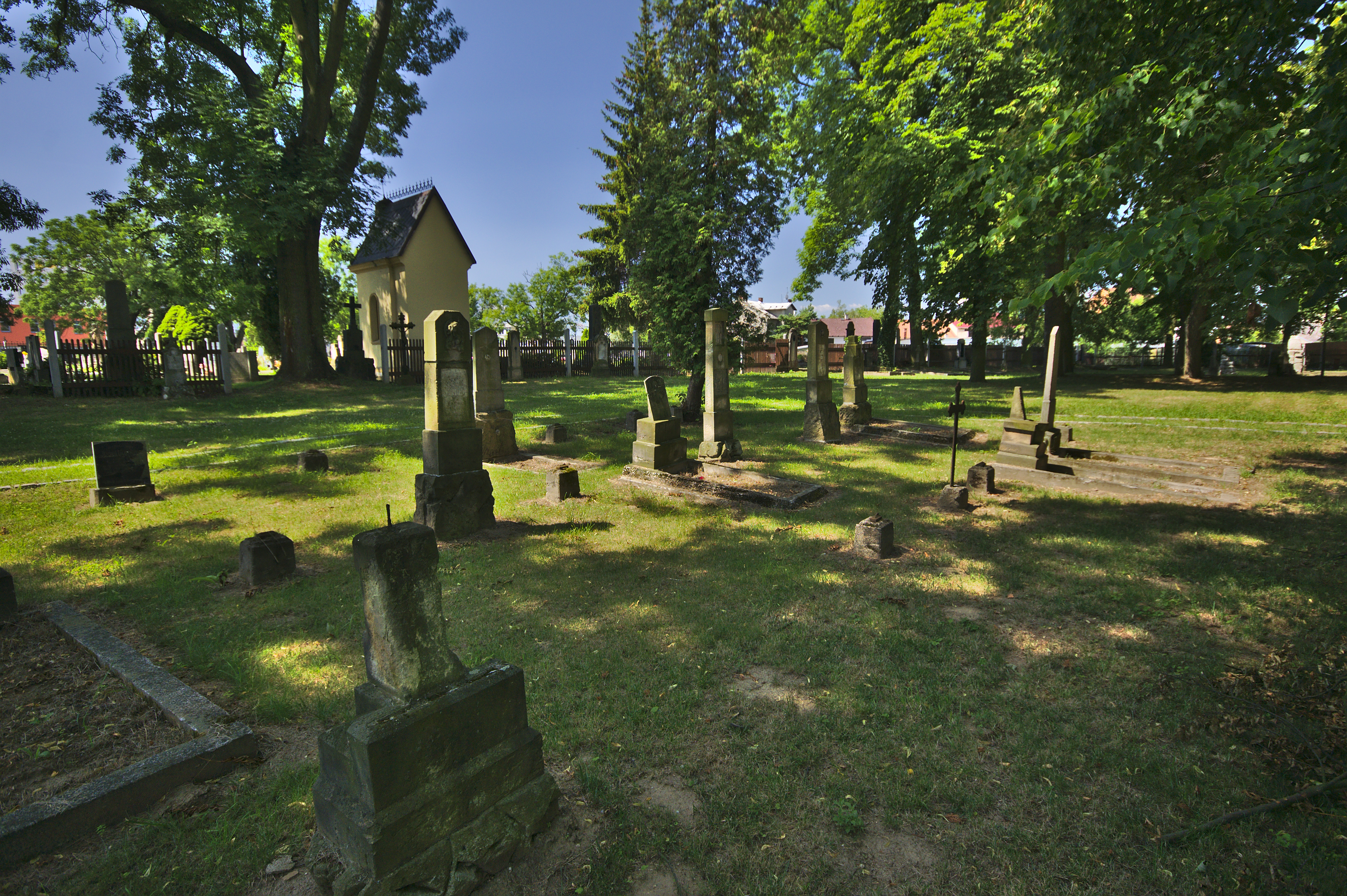
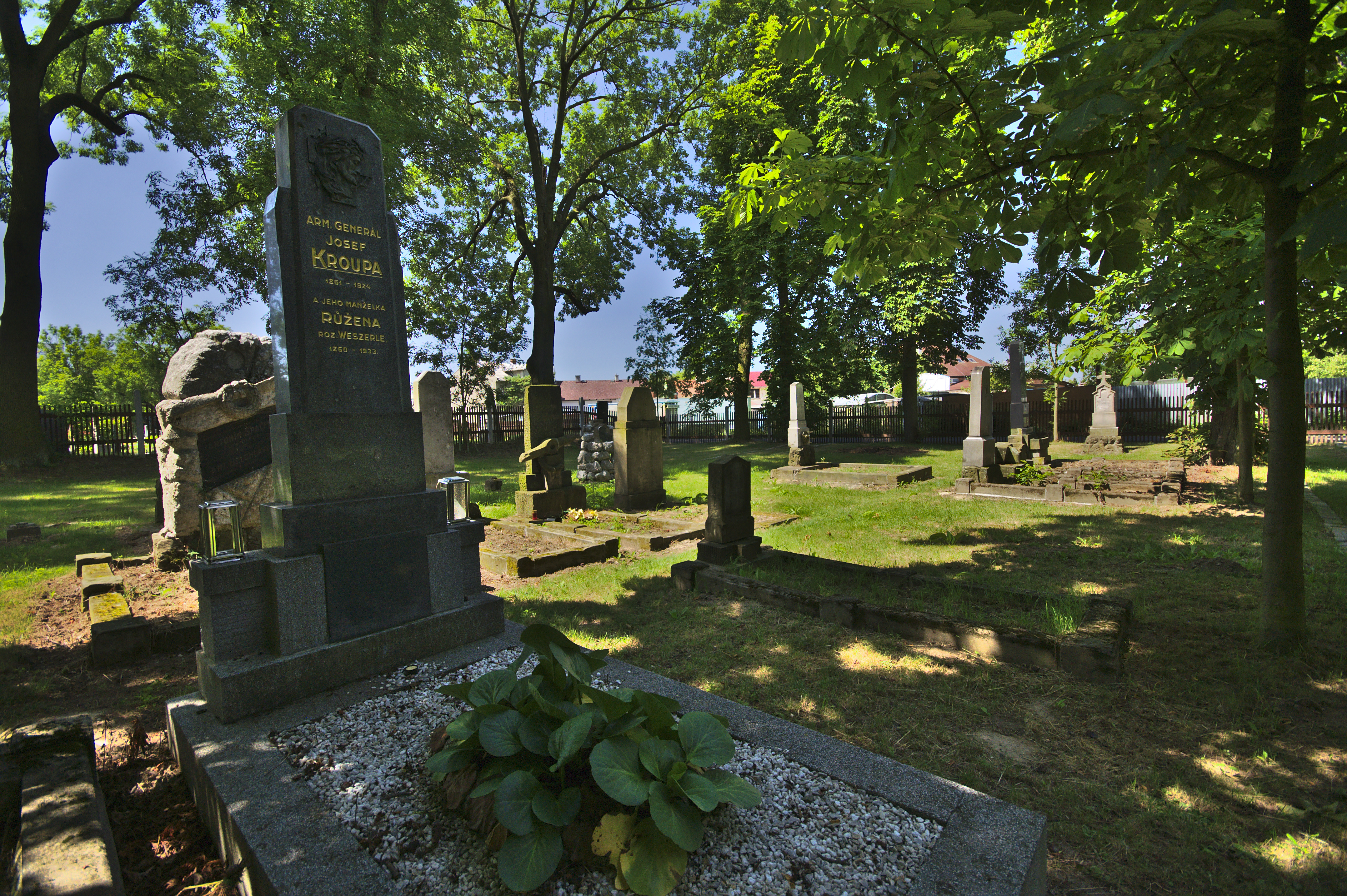
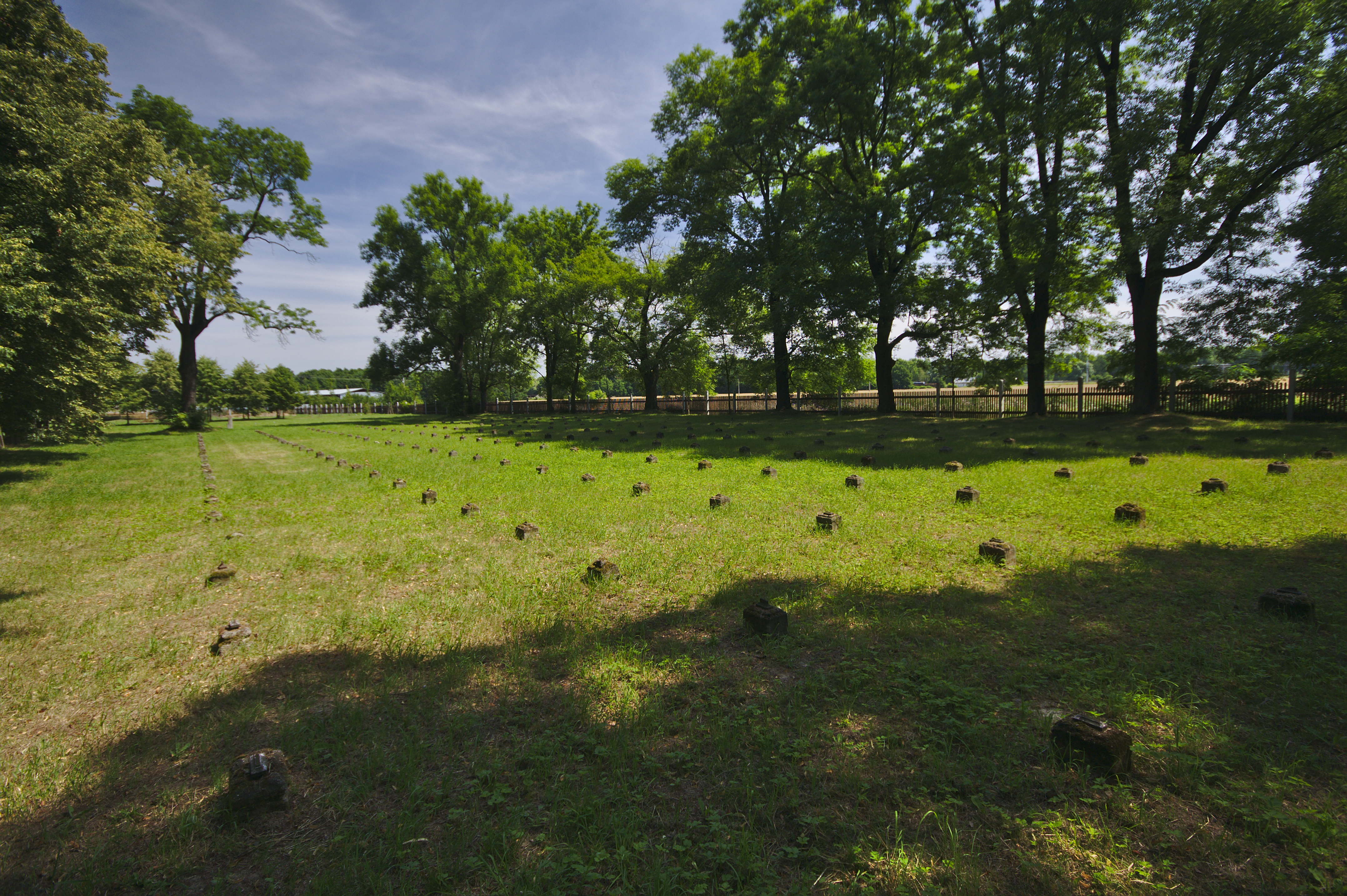
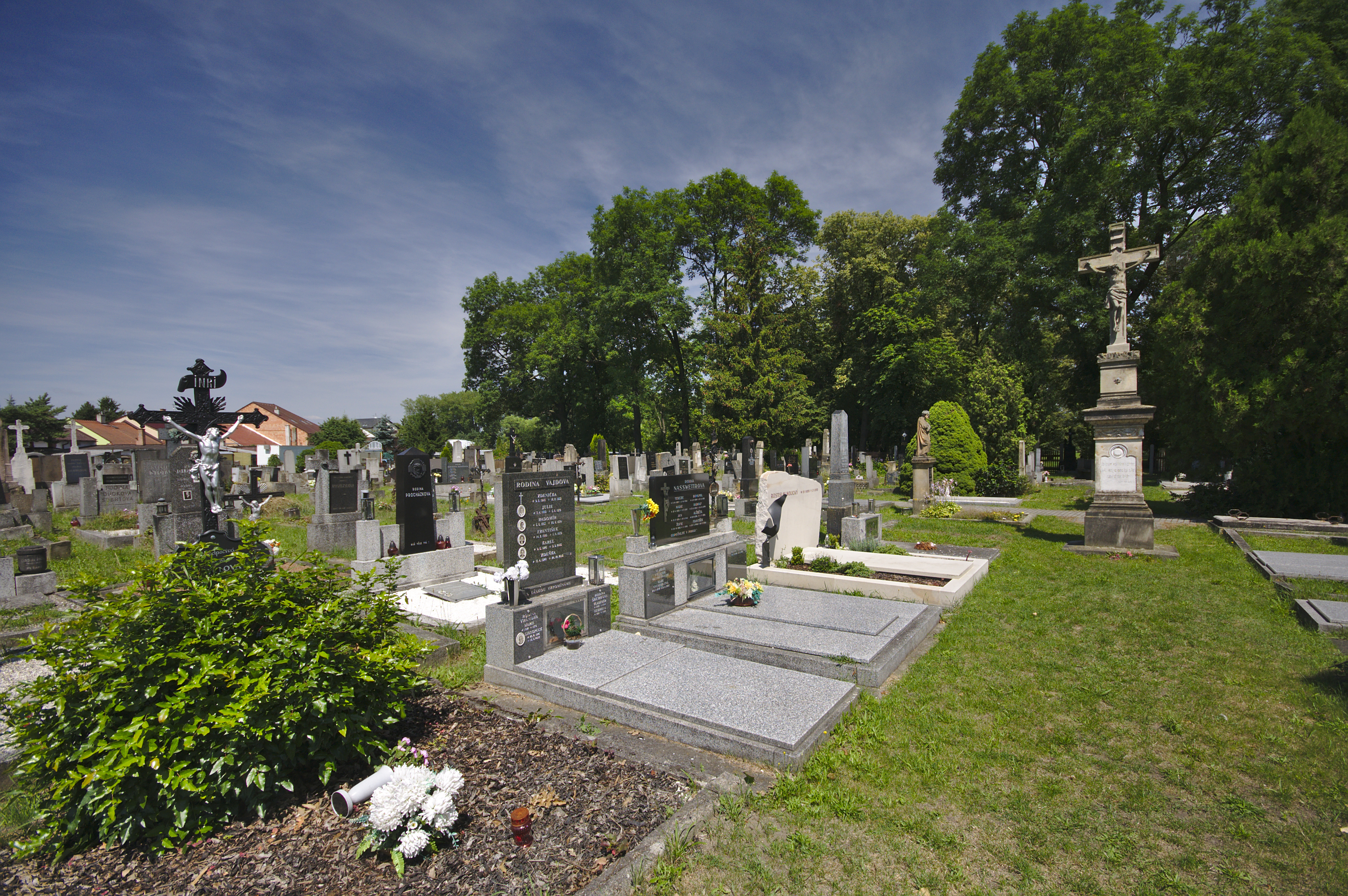
Na vojenský plynule navazuje civilní hřbitov